# Nālāgarh
Nālāgarh är en ort i Indien.   Den ligger i distriktet Solan och delstaten Himachal Pradesh, i den norra delen av landet, 270 km norr om huvudstaden New Delhi. Nālāgarh ligger 400 meter över havet och antalet invånare är 10 249.
Terrängen runt Nālāgarh är kuperad åt nordost, men åt sydväst är den platt. Runt Nālāgarh är det tätbefolkat, med 297 invånare per kvadratkilometer. Närmaste större samhälle är Baddi, 11,4 km sydost om Nālāgarh. Trakten runt Nālāgarh består till största delen av jordbruksmark.